# IC 1233
IC 1233 је ознака објекта на координатама са ректансцензијом 16h 48m 24,0s и деклинацијом + 63° 8" 0'. Открио га је Луис Свифт, 24. јула 1889. Каснијим посматрањима на том положају није уочен никакав астрономски објекат.